# デンカオセーン・カオウィチット
デンカオセーン・カオウィチット（泰: เด่นเก้าแสน เก้าวิชิต、英: Denkaosan Kaovichit、1976年8月23日 - ）は、タイの元プロボクサー。元WBA世界フライ級王者。元WBA世界スーパーフライ級暫定王者。
デンカオセーン・クラティンデーンジム、デンカオセーン・シンワンチャーとも表記される。2007年11月4日の試合はデンカオセーン・カオウィチットの名で行われた。また2008年12月31日の試合はเด่นเก้าแสน สิงห์วังชา／Denkaosan Singwancha（デンカオセーン・シンワンチャー）、2009年5月26日の試合はเด่นเก้าแสน กระทิงแดงยิม / Denkaosan Kratingdaenggym（デンカオセーン・クラティンデーンジム）の名で行われた。WBA公式記録上はDenkaosan Kaovichit（デンカオセーン・カオウィチット）の選手名が一貫して使われている。本名はステープ・ワンムック（Sutep Wangmuk）。タイ南部出身のムスリム。

## 来歴
1996年11月28日、プロデビュー。そのデビュー戦でPABAフライ級王座決定戦に出場。メルビン・マグラモ（フィリピン）と対戦し、12回判定勝ち。王座獲得に成功。この王座は2002年8月に返上するまで18度の防衛に成功した。
2002年10月13日、世界初挑戦。WBA世界フライ級王者エリック・モレル（プエルトリコ）に挑んだが、11回TKO負け。プロ初黒星を喫した。
2003年11月25日、PABAフライ級暫定王座決定戦出場。ジャック・メルディザール（フィリピン）と対戦し、3回TKO勝ちを収め1年3か月ぶりのPABA王座返り咲きに成功した。
初防衛後の2004年4月、正規王者ロリー・ルナス（フィリピン）の王座返上に伴い、正規王者昇格。その後、暫定王座獲得からの防衛回数を16まで伸ばす。
2007年11月4日、5年ぶりの世界再挑戦。さいたまスーパーアリーナでWBA世界フライ級王者坂田健史（日本=協栄ジム）に挑むが、ホールディングによる減点もあり、三者三様の12回判定引き分けに終わり、王座獲得に失敗した。
2008年3月21日、ABCOフライ級王座決定戦出場。レイ・オライス（フィリピン）と対戦し、3回KO勝ち。王座獲得に成功。
2008年10月17日、PABAフライ級暫定王座決定戦出場。デニス・ファンティリャノ（フィリピン）と対戦し、2回KO勝ち。王座返り咲きに成功した。
2008年12月31日、広島サンプラザホールでWBA世界フライ級王者坂田健史と再戦。2回に左フックでダウンを奪い、そのままKO勝ち。王座獲得となった。
2009年5月26日、ウッタラディット県のセントラル・スタジアムで久高寛之（日本=仲里ATSUMI）と対戦。12回2-1の判定勝ちで初防衛に成功した。
2009年10月6日、大阪市中央体育館で亀田大毅（亀田ジム）と対戦。判定の結果は2-0で2度目の防衛に成功した。
2010年2月7日、神戸ワールド記念ホールで亀田大毅と再戦したが、2度の減点もあり、0-3の12回判定負け。3度目の防衛に失敗し王座から陥落した。
2010年4月19日、PABAフライ級王者レイ・ミグレノ（フィリピン）に挑戦。10回負傷判定勝ちを収め王座返り咲きに成功した。5月8日にはスーパー王座認定を受けPABAフライ級スーパー王者になった。
2010年10月2日、パナマシティのアレナ・ロベルト・デュランでWBA世界フライ級暫定王者ルイス・コンセプシオン（パナマ）に挑戦したが、初回に3度のダウンを奪われ最後は左アッパーが当たり失神。1分30秒TKO負けで1年振りの王座返り咲きに失敗した。
スーパーフライ級に転向。
2011年1月24日、サムットソンクラーム県のバーンカンテークでPABAスーパーフライ級暫定王座決定戦に出場し、ユディ・アリマー（インドネシア）を9回1分32秒TKOで下し、PABAスーパーフライ級暫定王座を獲得。同年3月にはスーパー王座認定を受けPABAスーパーフライ級スーパー王者となった。
2011年3月22日、ナコーンサワン県パユハキーリー郡でパンカ・シラバン（インドネシア）と対戦し、2回KO勝ちを収め初防衛に成功した。
2011年6月21日、バンコクのバンコク大学トンブリーキャンパスでヘンドリック・バロンサイ（インドネシア）と対戦し、12回3-0（118-110、117-111、116-112）の判定勝ちを収め2度目の防衛に成功した。
2011年10月17日、バンコクのクルンテープ・トンブリ大学でエディソン・バーウェラ（フィリピン）と対戦し、12回3－0（119-110、117-112、117-111）の判定勝ちを収め、3度目の防衛に成功した。
2012年1月24日、ロッブリー県の陸軍幼稚園でロニー・レックス・ダロット（フィリピン）と対戦し、12回3-0（2者が117-111、119-109）の判定勝ちを収め4度目の防衛に成功した。
2012年4月2日、ウッタラディット県でリノ・ウクル（インドネシア）と対戦し、3回TKO勝ちを収め5度目の防衛に成功した。
2012年7月24日、チエンラーイ県でロデル・クイラトン（フィリピン）と対戦し、12回3-0（2者が118-110、118-111）の判定勝ちを収め6度目の防衛に成功した。
2012年11月13日、アユタヤ県のアユタヤパークでロデル・テハレス（フィリピン）と対戦し、3回TKO勝ちを収め7度目の防衛に成功した。
2013年1月4日、バンコクのクルンテープ・トンブリ大学でガリ・スサント（インドネシア）と対戦し12回3-0（119-109、118-110、119-109）の判定勝ちを収め、8度目の防衛戦に成功した。
2013年3月19日、バンコクのバンコク大学トンブリーキャンパスで堤英治（三迫ジム）と対戦し、12回2分58秒TKO勝ちを収め9度目の防衛に成功した。
2013年5月28日、スラートターニー県でイチャル・トビダ（インドネシア）と対戦し、12回TKO勝ちを収め10度目の防衛に成功した。
2013年9月3日、当初は同年8月23日にバンコクにあるサイアム・パーク・シティで予定され、自身の体調不良を理由に延期となっていた元WBA世界スーパーフライ級王者名城信男とのWBA世界スーパーフライ級暫定王座決定戦をナコーンラーチャシーマー県にあるスラナリー工科大学で行い、12回2-1（113-115.5、116-113.5、116.5-114）の判定勝ちを収め暫定ながら2階級制覇に成功した。
2013年12月19日、WBAがリボリオ・ソリスの王座剥奪に伴いWBA世界スーパーフライ級暫定王者のデンカオセーン・カオウィチットと元WBA世界スーパーフライ級王者の河野公平との間でWBA世界スーパーフライ級王座決定戦を行うよう指令を出した。
2013年12月27日、WBAはデンカオセーン・カオウィチットと河野公平の間で行われるWBA世界スーパーフライ級王座決定戦を2014年3月26日に行うと発表した。
2014年3月26日、後楽園ホールにて、元WBA世界スーパーフライ級王者でWBA世界スーパーフライ級2位の河野公平とWBA世界スーパーフライ級王座決定戦を行い、8回50秒KO負けを喫し正規戴冠に失敗、デンカオセーンが6ヵ月保持していた暫定王座から陥落した。
2014年7月4日、ピチット県のピチット・スタジアムでガスパー・アンポロとバンタム級契約6回戦を行い、3-0の判定勝ちを収め再起に成功した。
2014年9月5日、国立代々木競技場第二体育館で日本スーパーフライ級8位の松本亮（大橋ジム）とバンタム級契約8回戦を行い、2回32秒KO負けを喫した。
2015年10月2日、シティ・オブ・シドニーのサバーブであるアレクサンドリアのペリー・パークにあるアレクサンドリア・バスケットボール・スタジアムでPABAスーパーバンタム級スーパー王者テレンス・ジョン・ドヘニー（アイルランド）と対戦し、5回TKO負けを喫しPABA王座の3階級制覇に失敗した。
2016年4月3日、エディオンアリーナ大阪第2競技場でOPBF東洋太平洋スーパーバンタム級11位の田中一樹（日本=グリーンツダジム）と54.7 Kg契約8回戦を行い、2回1分53秒KO負けを喫し、上述のドヘニー戦以来5ヵ月ぶりとなる試合に敗れたデンカオセーンは試合後に引退を表明した。
2016年10月22日、飼い犬のことで長い間争っていた近所に住む女2人に頭と左手を刀で切りつけられて、左手は指が切断寸前の大怪我を負った。

## 獲得タイトル
- 第2代PABAフライ級王座（防衛18=返上）
- PABAフライ級暫定王座（防衛1=正規認定）
- 第5代PABAフライ級王座（防衛15=返上）
- 第6代ABCOフライ級王座
- WBA世界フライ級王座（防衛2）
- 第12代PABAフライ級王座（防衛0=スーパー王座認定）
- PABAフライ級スーパー王座（防衛1=返上）
- PABAスーパーフライ級暫定王座（防衛0=スーパー王座認定）
- PABAスーパーフライ級スーパー王座（防衛10）
- WBA世界スーパーフライ級暫定王座（防衛0）